# Erwin Mulder
Erwin Mulder (* 3. března 1989, Pannerden, Nizozemsko) je nizozemský fotbalový brankář, který hraje v nizozemském klubu Feyenoord.

## Klubová kariéra
S profesionálním fotbalem začínal ve Feyenoordu.
Sezónu 2008/09 strávil na hostování v nizozemském klubu SBV Excelsior.